# Virgin Sun Airlines
Virgin Sun Airlines war eine britische Fluggesellschaft mit Sitz in Crawley.

## Geschichte
Virgin Sun Airlines wurde 1998 von Richard Branson als Teil der Virgin Group gegründet.
Nachdem die finanziellen Ergebnisse nicht den Erwartungen entsprachen, wurde der Flugbetrieb zum 31. Oktober 2001 eingestellt und an First Choice Airways verkauft. Die geleasten Flugzeuge wurden den Eigentümern zurückgegeben.

## Flugziele
Virgin Sun Airlines flog von Manchester und Gatwick bei London aus mehrere Urlaubsziele rund um das Mittelmeer und auf den Kanaren an.

## Flotte
Mit Stand Oktober 2001 bestand die Flotte der Virgin Sun aus vier Flugzeugen:
- 3 Airbus A320-200
- 1 Airbus A321-200